# Muhammad Ahmed Faris
Muhammad Ahmed Faris, (in arabo محمد ﺍﺣﻤﺪ فارس‎?) (Aleppo, 26 maggio 1951 – Gaziantep, 19 aprile 2024), è stato un cosmonauta e politico siriano.

## Biografia
Colonnello pilota della Al-Quwwat al-Jawwiyya al-'Arabiyya al-Suriyya, fu prescelto il 30 settembre del 1985 per partecipare al programma spaziale Intercosmos.
Compì nel luglio 1987 una missione di ricerca a bordo della navicella sovietica Sojuz TM-3, in rotta verso la stazione spaziale Mir, trascorrendo 7 giorni, 23 ore e 5 minuti. Fece poi ritorno sulla Terra con la Sojuz TM-2.
Fu decorato come eroe dell'Unione Sovietica e con l'ordine di Lenin.
Dopo la sua avventura spaziale tornò nei ranghi dell'Aeronautica militare siriana e nella natia Aleppo. 
Nel 2012, dopo lo scoppio della guerra civile siriana, si unì alle forze di opposizione a Bashar al-Assad, motivo per cui fuggì in Turchia. Ritornò nel suo Paese l'11 settembre 2017 quando fu nominato dal Governo provvisorio siriano Ministro della Difesa, carica che mantenne fino al 2019. Tuttavia fu in seguito costretto a riparare nuovamente in Turchia, dove rimase fino alla morte, avvenuta a Gaziantep il 19 aprile 2024 all'età di 72 anni.

## Vita privata
Sposato e padre di cinque figli, ottenne la cittadinanza turca nel 2020.